# Arrigas
Arrigas – miejscowość i gmina we Francji, w regionie Oksytania, w departamencie Gard.
Według danych na rok 1990 gminę zamieszkiwało 175 osób, a gęstość zaludnienia wynosiła 9 osób/km² (wśród 1545 gmin Langwedocji-Roussillon Arrigas plasuje się na 733. miejscu pod względem liczby ludności, natomiast pod względem powierzchni na miejscu 395.).